# Collings Foundation
La Fundació Collings és una fundació privada sense ànim de lucre situada a Stow, Massachusetts, dedicada a la preservació i exhibició pública de la història relacionada amb el transport, és a dir, la història de l'automòbil i de l'aviació. La Fundació Collings té la seva seu central en un petit camp d'aviació privat de Stow que inclou un petit museu que s'obre per a esdeveniments especials i grups de visites.
L'American Heritage Museum, una col·lecció de vehicles militars, es troba als terrenys de la fundació. L'organització també té una base d'operacions per satèl·lit a Ellington Field a Houston, Texas, que acull principalment la seva col·lecció d'avions a reacció i helicòpters de la Guerra de Corea i la Guerra del Vietnam.
La Fundació Collings opera dues col·leccions itinerants d'avions militars històrics: The Wings of Freedom Tour i The Vietnam Memorial Flight. Els vols Wings of Freedom també van proporcionar una plataforma per provar una transmissió automàtica dependent de telèfons intel·ligents (ADS-B), un mitjà de tecnologia de seguretat aèria futura.
La Fundació Collings havia estat coneguda per oferir atraccions antigues de la guerra al públic en general a canvi de donacions, tot i que aquest permís va ser revocat per la FAA després del fatal accident del B-17G de la fundació el 2019.

## Col·lecció

### Avions

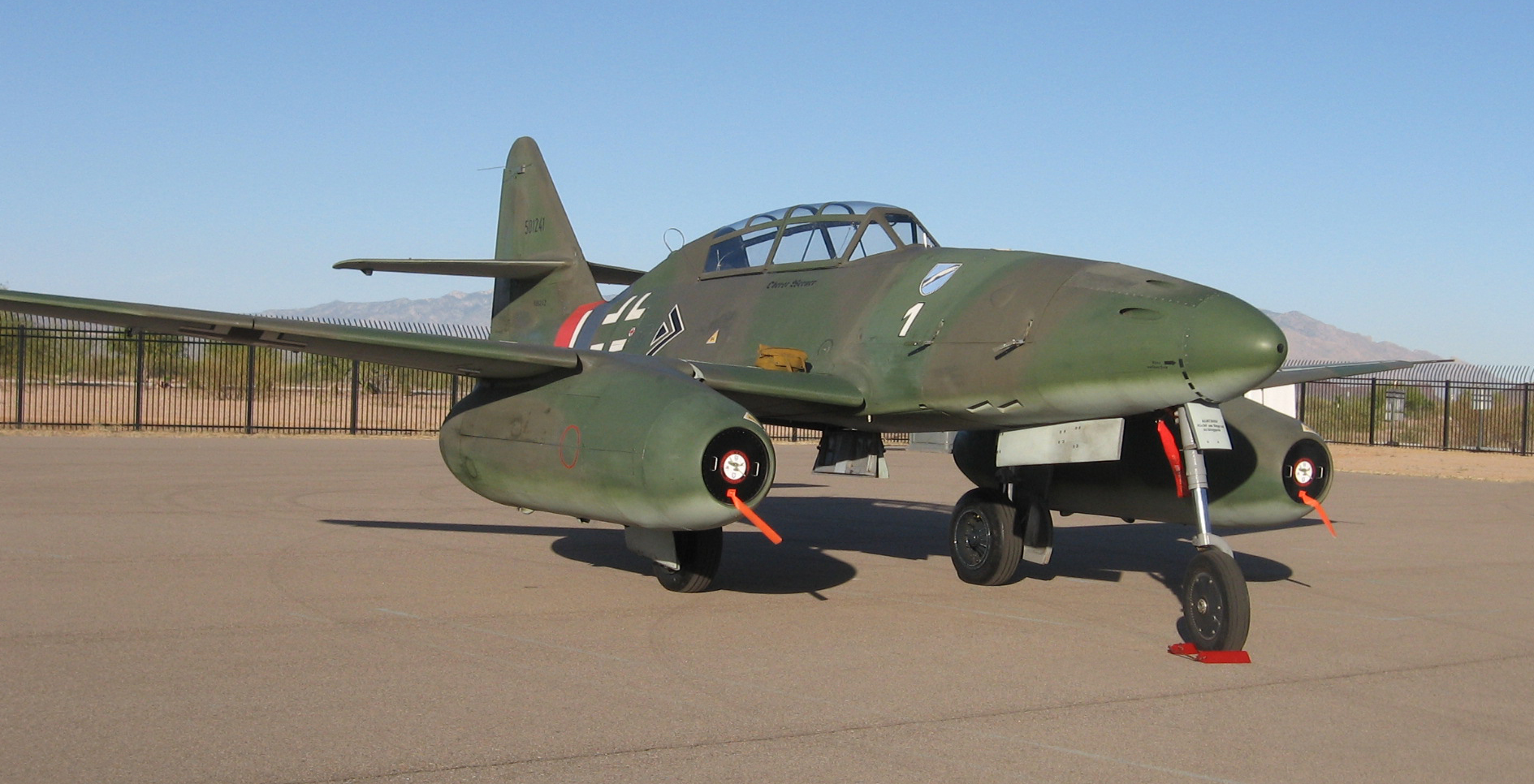
Em 262B "White 1" a Marana, Arizona, l'abril de 2013

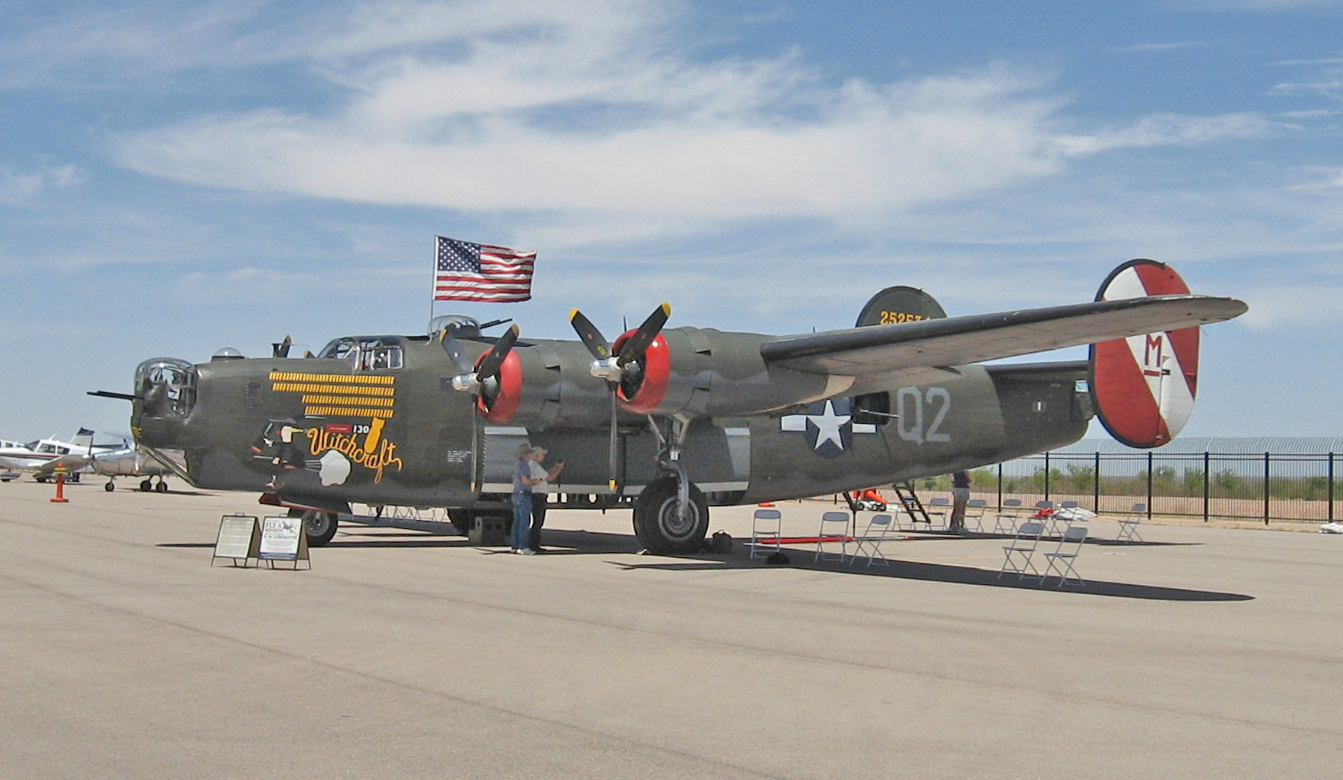
B-24J "Bruixeria" de Collings Foundation a Marana, Arizona, l'abril de 2011

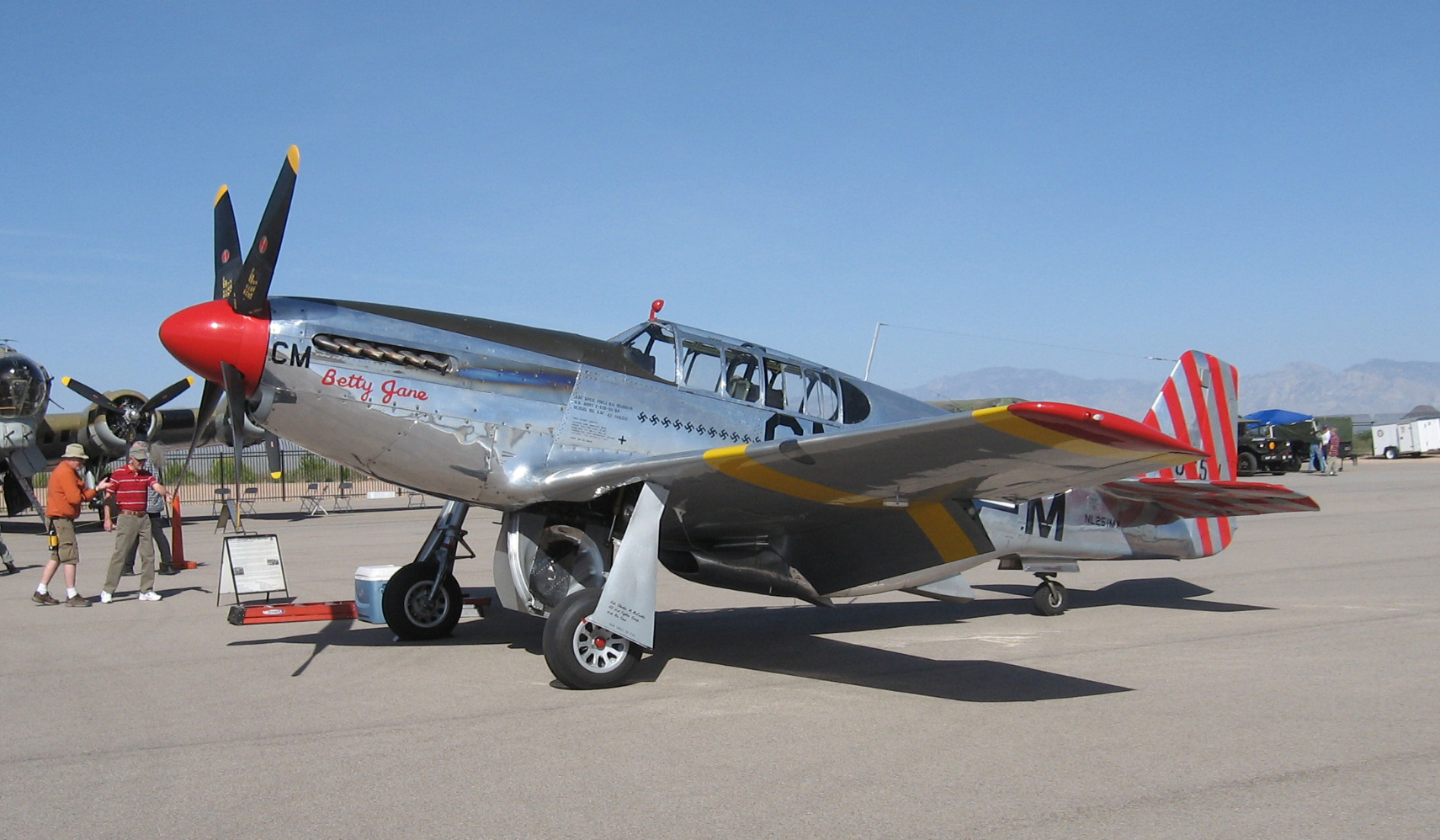
TP-51C "Betty Jane" de Collings Foundation a Marana, Arizona, l'abril de 2011

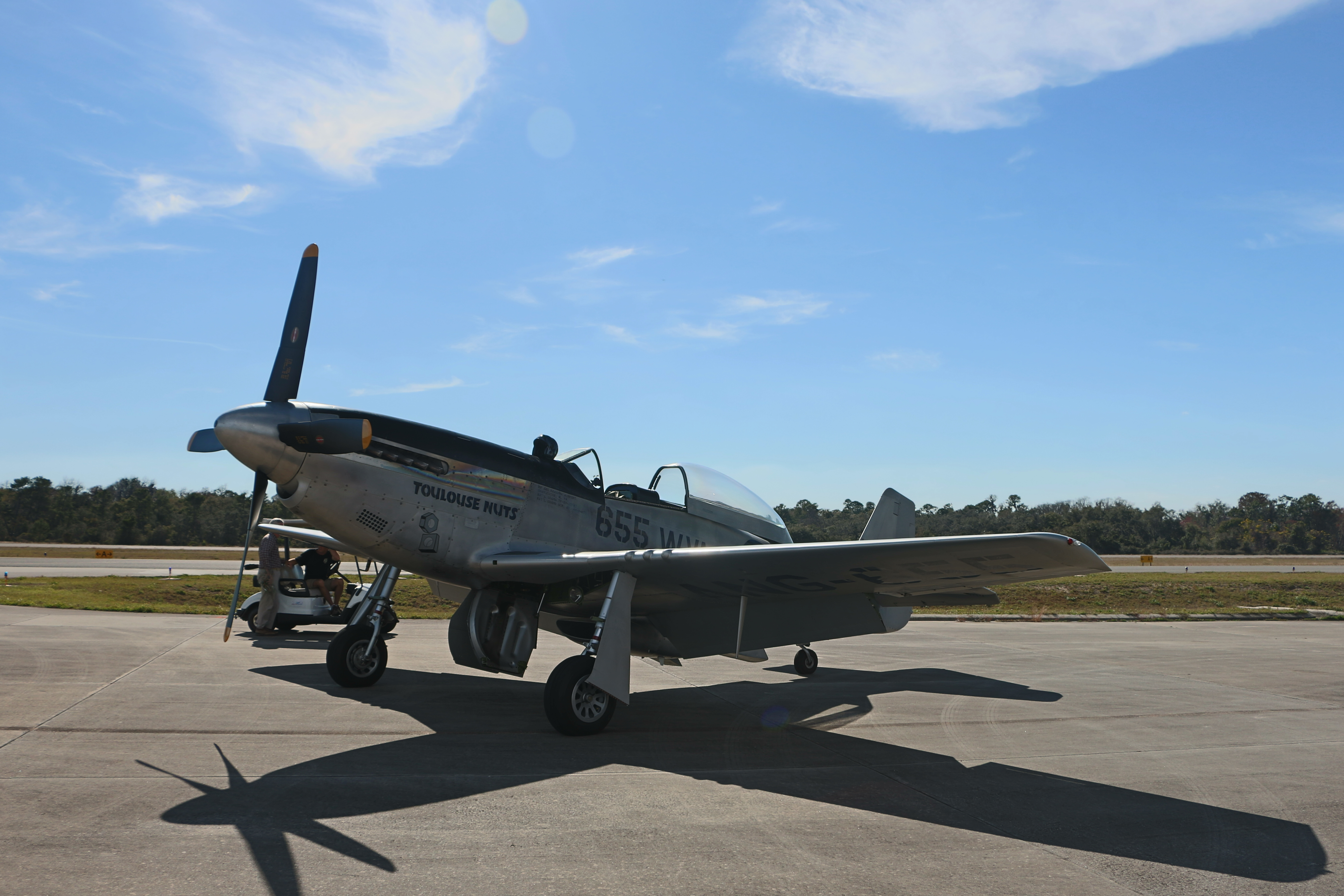
TF-51D de Collings Foundation, "Toulouse Nuts" a Leesburg, Florida, el febrer de 2019

#### Avions que volen
- 1909 Bleriot XI Monoplane
- 1909 Curtiss Headless Pusher
- 1914 Curtiss Model F Flying Boat
- 1940 Waco UPF-7
- 1940 Curtiss P-40B Tomahawk (Pearl Harbor survivor)
- 1941 Consolidated PBY-5A Catalina
- 1942 Boeing PT-17 Stearman Kaydet
- 1942 Boeing PT-17 Stearman Kaydet (history with Tuskegee Airmen)
- 1942 Fieseler Fi 156C-1 Storch
- 1942 Cessna UC-78 Bobcat
- 1942 North American A-36 Apache
- 1943 North American P-51C Mustang (TP-51C) "Betty Jane"
- 1944 North American AT-6 Texan
- 1944 Grumman-Eastern FM-2 Wildcat
- 1944 Grumman-Eastern TBM Avenger (TBM-3E)
- 1944 Grumman F6F-3 Hellcat
- 1944 North American B-25J Mitchell "Tondelayo"
- 1944 North American P-51D Mustang (TF-51D) "Toulouse Nuts"
- 1944 Curtiss P-40N Warhawk (TP-40N)
- 1944 Consolidated B-24J Liberator "Witchcraft" (the only airworthy authentic B-24J
- 1945 Lockheed P-38L Lightning "Pudgy V"
- 1945 Messerschmitt Me 262 Schwalbe "White 1" (2002 Reproduction)
- 1951 Chance-Vought F4U-5NL Corsair
- 1952 Lockheed T-33 Shooting Star
- 1955 Douglas A-1E Skyraider
- 1956 North American F-100F Super Sabre
- 1957 Grumman S-2F Tracker
- 1965 McDonnell-Douglas F-4D Phantom II
- 1966 Bell UH-1E Huey
- 1967 Douglas TA-4J Skyhawk

#### Avions estàtics
- 1911 Wright Model EX " Vin Fiz Flyer " (rèplica)
- 1953 Lockheed T-33 Shooting Star
- 1944 Messerschmitt Bf 109G-10

#### Avions en restauració
- 1944 Douglas A-26B Invader
- 1944 Focke-Wulf Fw 190F-8 "White One", Werknummer 931 862, amb motor radial original BMW 801
- 1944 Focke-Wulf Fw 190D-9 "White Two"
- 1944 Piper L-4H Grasshopper 43-30426 Rosie the Rocketer (volat per l'aleshores major Charles Carpenter a França, 1944).[3]
- B-17 Flying Fortress 44-83785, comprat per la fundació Collings el 2015, pretenia unir-se a les ales de la gira de la llibertat amb el final Nine O Nine

### Col·lecció d'automòbils

#### Època de llautó
- Tauler corbat Oldsmobile de 1901
- Franklin Type A Roadster de 1904
- 1906 Pope Waverly Electric Carriage, original sense restaurar
- Cotxe de turisme Stanley Steamer 1906 (20 CV)
- Cadillac Open Roadster Runabout de 1908
- Turisme Ford Model T de 1913
- 1913 Mercer Speedster Raceabout (rèplica)
- 1914 Stutz Bearcat
- 1915 Buick Touring Car
- 1916 Chalmers Model 120 Sedan
- Chevrolet Baby Grand Touring de 1916
- 1916 Oldsmobile Model 44 Turisme
- 1919 Willys-Sterns Knight Touring Car

#### 20 anys rugents
- 1921 Marmon Model 34 Speedster
- Ford Model T de 1924
- Hack de Chevrolet Woody Depot de 1926

#### Època clàssica
- 1927 Rolls Royce Springfield Phantom 1 Faetó
- 1928 Packard Model 533 Sedan
- 1928 Chrysler Model 72 Roadster
- 1928 Packard Phaeton
- 1928 Pierce Arrow Sèrie 81 Limusina
- 1929 LaSalle Model 2H
- 1929 Pontiac Model F Cabriolet
- Model de cordó 1930 L29 Convertible Coupé
- 1931 President de Studebaker
- 1932 Duesenberg SJ Phaeton Dual-Cowl
- 1935 Packard Model 1208, Sedan convertible
- 1936 Auburn Boat-Tail Speedster
- 1937 Cordó Model 812 Faetó

#### Cotxes de famosos
- 1940 Cadillac Limousine V-16, propietat d'Al Capone, original sense restaurar

#### Indianapolis 500 cotxes

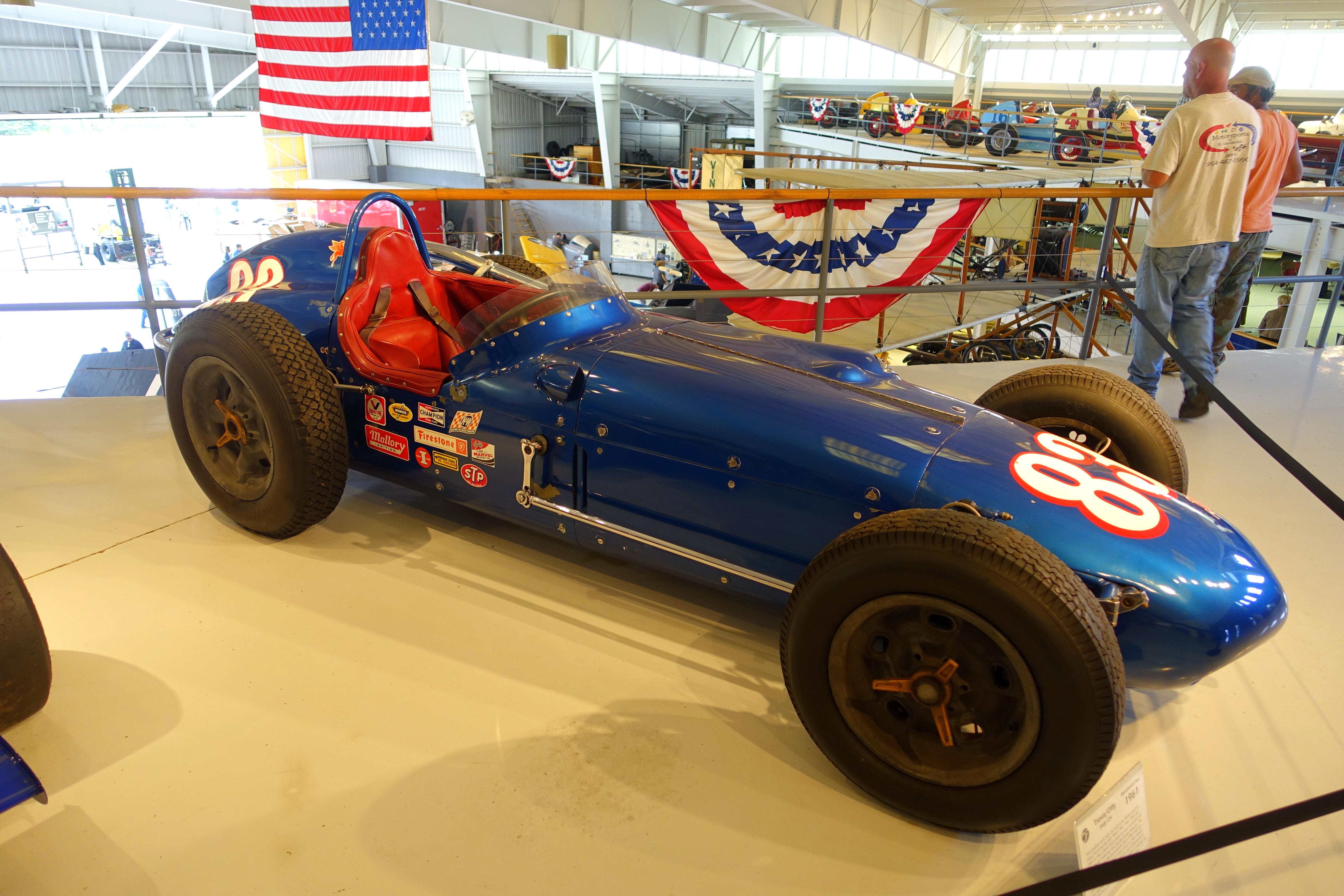
Trevis / Offy, 1961

- 1961 Trevis / Offy: cotxe de l'equip Trevis, cotxe germà del guanyador del 1961. Ran Indy 1961–1964.
- 1972 Gurney Eagle / Turbo Offy - Targeta líder Spl. Cotxe d'equip. Ran Indy 1972–1974.
- Porsche Indy de 1979: el cotxe de fàbrica que va destruir tots els antecedents abans de ser prohibit.
- 1980 Penske PC-9 / Cosworth DFX: guanyador del Michigan 500 de Mario Andretti. Ran Indy.
- 1980, segon classificat amb Mario Andretti. També va portar a la victòria Rick Mears a la Copa Mèxic 125.
- Març de 1987 / Buick: el millor esforç Indy de Rich Vogler
- 1995 Lola / Ford XB: el cotxe guanyador de la cursa de Michael Andretti

#### Altres cotxes de carreres
- 1996 Rilley & Scott MkIII / Ford guanyador del Rolex de 24 hores de Daytona de 1997
- 1990 Nissan 300ZX- Guanyador del cotxe de l'equip de fàbrica de les 24 hores de Daytona, 12 hores de Sebring i el campionat de Pilots i constructors
- 1993 Porsche RS America- Rolex 24 i Sebring veterà de 12 hores, el primer equip del campió Porsche

#### Cotxes Sprint: anys 1920– Segona Guerra Mundial
- 1932 Crager-Ford
- 1932 Gemsa Ford
- 1936 Thomas Spl.
- 1937 Offy 270 ci.

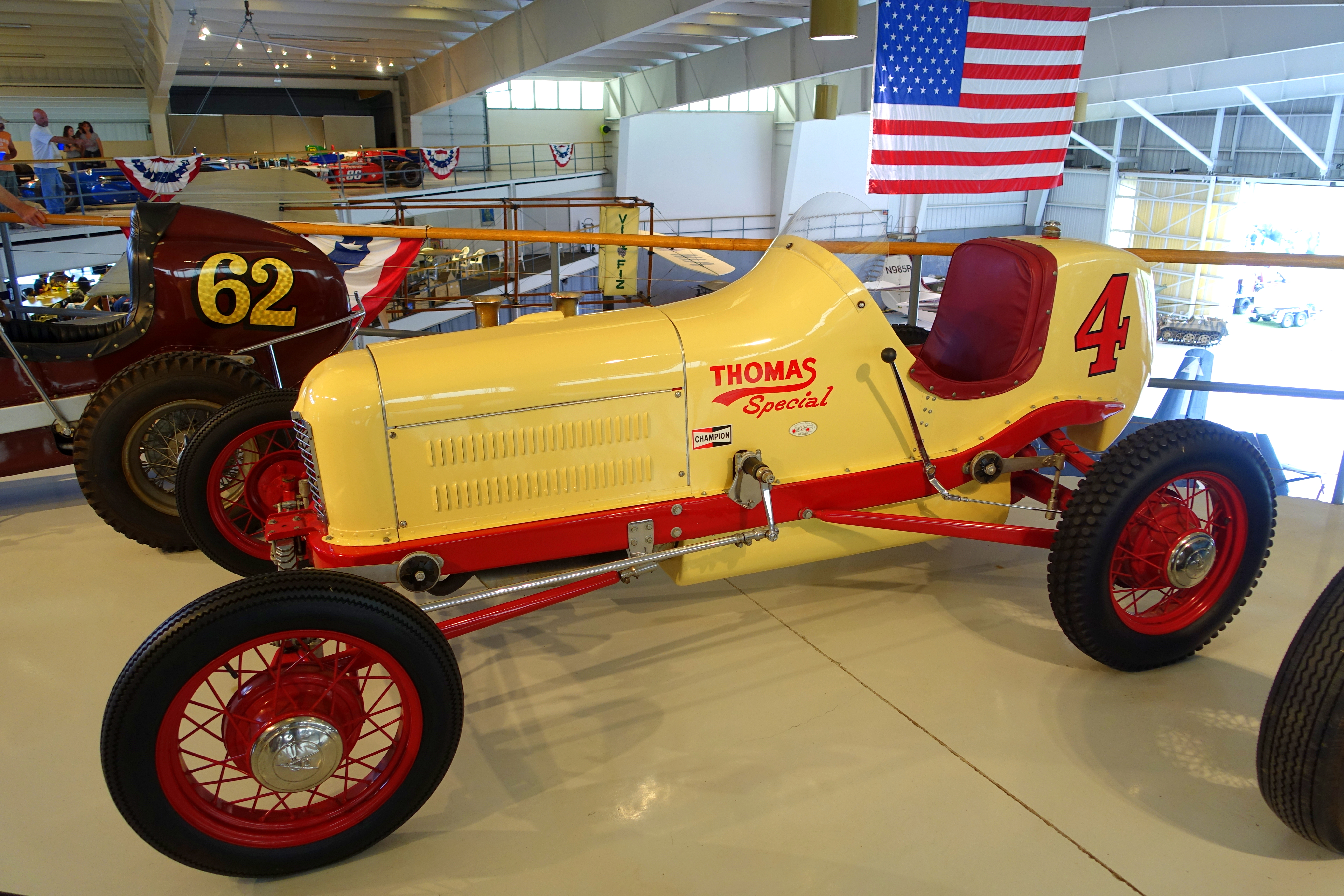
Especial Thomas, 1936

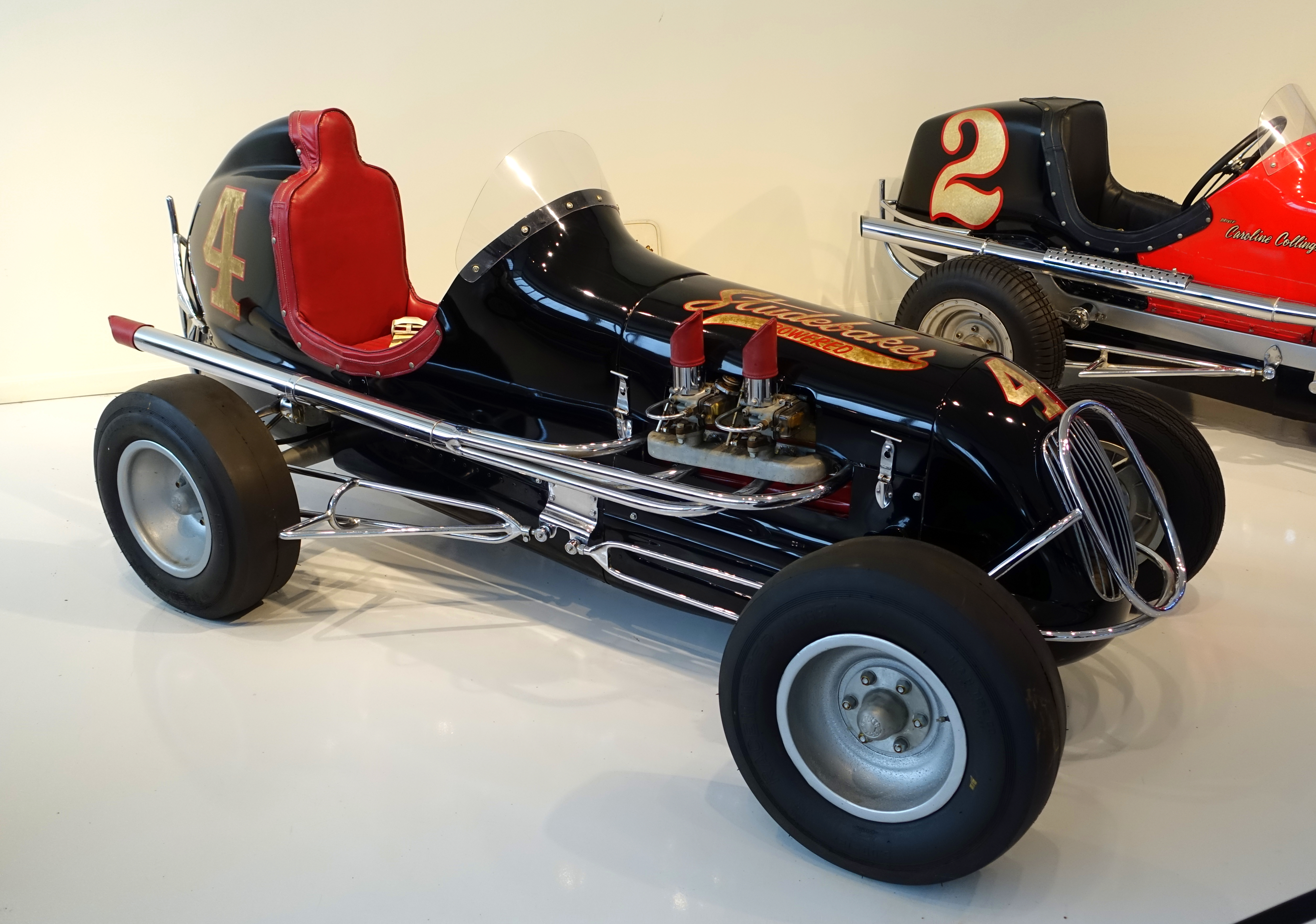
Cotxe de nans propulsat per Studebaker, 1946

- 1937 Rutherford: guanyador de més de 300 curses!
- 1937 Ranger-Aircraft Engine
- Drayer-Ford
- Riley Four Port

#### Cotxes Sprint: després de la Segona Guerra Mundial-1950
- 1950 Ford / Offy

#### Vehicles militars
- 1917 Vim "Camp Devens Express"
- 1920 Ford Model T Ambulance
- 1942 Ford Jeep, GPW Willys MB
- 1943 White Motor Co. M16 Multiple Gun Motor Carriage
- M1917 light tank (American version of the Renault FT)
- Panzer I. A
- Panzer V "Panther" Ausf. A. Only running Panther in the USA
- Mercedes G4 staff car
- Vickers Mk. IV light tank
- Sherman turret trainer
- M3 Lee
- Matilda MK.II tank
- Sd.Kfz. 10 1-Ton – German half-track | Personnel Carrier/Prime Mover
- Leichter Panzerspähwagen Sd.Kfz. 222 armored scout car – Germany
- BMW R75 motorcycle and side car
- M3A1 scout car
- M5A1 Stuart light tank
- VW Kübelwagen Type 82
- Schwimmwagen Type 166
- T-34/76 Tank
- Sd.Kfz. 251/1 Ausf. D armored half-track
- Sd.Kfz. 2 Kleines Kettenkrad "track-cycle"
- LCVP "Higgins Boat"
- Cromwell I tank
- Jagdpanzer 38t Hetzer
- M4A3E2 Sherman "Jumbo" tank
- M16 MGMC half track
- M8 Scott
- M22 Locust airborne tank
- M18 Hellcat tank destroyer
- A34 Comet
- IS-2 Iosef Stalin
- SU-100
- Sd.Kfz. 8 12 ton German half-track
- Kommandogerät 38
- V-1 "JB-2 Loon"
- M8 Greyhound
- LVT(A)-4 Landing Vehicle
- M29C Weasel
- Daimler Dingo Mk1
- M3 Gun Motor Carriage
- M7 Priest SPH
- M26A1 Pershing
- M24 Chaffee
- M39 Armored Utility Vehicle
- M2A1 Bradley Fighting Vehicle
- ZPU-23 Anti Aircraft Gun
- M41 Walker Bulldog
- M48 Patton
- PT-76 Amphibious Tank
- T72G
- M551 Sheridan
- M60A1
- T-55
- MAZ-7310/Scud-B Missile Launcher
- ZSU-23-4 Xilka
- 2S1 GVOZDIKA
- M1A1 Abrams Tank
- QinetiQ TALON robot
- iRobot PackBot

Font:

#### Camions i vehicles agrícoles
- 1909 Tractor de vapor Peerless
- Camió elèctric Walker 1915
- Segadora internacional dels anys vint
- Camió Diamond T de 1931
- Chevrolet Model C 1931 Cab-Truck